# Луккини, Франко
Франко Луккини (итал. Franco Lucchini; 24 декабря 1917, Рим, Королевство Италия — 5 июня 1943, Катания, Королевство Италия) — второй по результативности итальянский лётчик-истребитель во Второй мировой войне (после Терезио Мартиноли).

## Биография
Франко Луккини родился 24 декабря 1917 года в Риме в семье железнодорожного рабочего (чиновника). В 16 лет получил лицензию пилота планера. В 1936 году был зачислен в резерв Regia Aeronautica. После обучения в авиашколе в Фоджа, в июле 1936 года получил лицензию военного пилота и был направлен в 91-ю истребительную эскадрилью 10-й авиационной группы 4-го авиакрыла.

## Война в Испании
С июля 1937 года Луккини воевал в составе 19-й эскадрильи 23-й группы на биплане Fiat CR.32. Свою первую победу он одержал 12 октября 1937. В тот день 23-я группа, направляясь в Сарагосу, атаковала четыре самолёта Р-Z, сопровождаемых девятью И-16 и пятнадцатью И-15. После пятнадцатиминутного воздушного боя, Итальянцы заявили о семи (одиннадцати в других источниках) сбитых истребителях; своих потерь они не понесли, хотя несколько Fiat CR.32 были повреждены. Один сбитый самолёт записал себе Луккини. 7 января 1938, он сбил Р-Z в группе. 21 января, он и ещё 23 Fiat CR.32 столкнулись с примерно 40 Республиканскими истребителями И-15 и И-16, связанными боем с 17 мессершмиттами Bf109. Немцы и Итальянцы заявили о 10 сбитых, и один самолёт записал на свой счёт Луккини — однако потери республиканцев на самом деле составили два сбитых и два повреждённых самолёта. Всего в Испании Франко совершил 122 боевых вылета, ему приписывают от одной до пяти побед. Был дважды сбит. Первый раз — в марте 1938 года — Луччини избежал плена, но во второй раз — 22 июля того же года — ему это не удалось; после того, как он сбил бомбардировщик СБ-2, его самого сбил И-16 эскорта; следующие шесть месяцев Луккини провел в плену. За бои в Испании был награждён «За воинскую доблесть». Всего в Испании Луккини одержал 5 побед.

## Вторая мировая война
Вторую мировую войну Франко Луккини начал на истребителе Fiat CR.42 в звании лейтенанта в составе 90-й эскадрильи 10-й группы 4-го авиакрыла, базировавшейся в Ливии. 14 июня 1940, он в группе сбил Глостер Гладиатор в районе Бук Бук. Через неделю, 21 июня, он сбил летающую лодку Short Sunderland в районе Бардии (наиболее вероятно, это был Sunderland L2160/X из 230 эскадрильи, пилотируемый коммандером Дж. Френсисом и лейтенантом Джерсидом, который вернулся в Александрию, тяжело повреждённый зажигательными пулями). 28 июля лейтенант Луккини (с сержантом Джованни Баттиста Чеолетта из 90-й эскадрильи и Джузеппе Скальони из 84-й эскадрильи) взлетели из Эль Адем на перехват соединения "Бленхеймов". Три пилота CR.42 сбили Бленхейм (K7178) из 30 эскадрильи, который разбился вместе с экипажем, и тяжело повредили второй из 113 эскадрильи.
Через несколько дней, 4 августа 1940, Луккини вместе с другими CR.42 эскортировал несколько бомбардировщиков Breda Ba.65s. В нескольких милях северо-западнее Бир Тайеб Эль Эссем, он перехватил и после долгого боя сбил Gloster Gladiator, вероятно пилотируемый южноафриканским лётчиком Мармадьюком Пэттлом, (в ближайшие 8 месяцев он станет одним из самых успешных асов западных союзников в годы Второй Мировой). 16 декабря Луккини и ещё один пилот 4°-ого крыла атаковали Хоукер, который ранее сбил три Savoia Marchetti S.M. 79 Между Сиди-Омаром и Капуццо; Харрикейн (V6737) офицера МакФаддена из 73 эскадрильи RAF вынужден был совершить жёсткую посадку, однако затем был отремонтирован и возвращён в строй.
С 14 июня и до конца 1940 года Луккини совершил 94 боевых вылета, на его счету были три личных победы и пятнадцать побед, одержанных совместно с другими пилотами.
В начале 1941 года 90-я эскадрилья была перевооружена истребителями Macchi C.200 Saetta и с 16 июня принимала участие в налётах на Мальту.
К 27 июня 1941 Луккини сбил Харрикейн и одержал множество побед в группе. 24 июля в районе Бардии он сбил Gloster Gladiator и повредил три "Бленхейма".
27 сентября он был ранен и на некоторое время вышел из строя.
30 ноября 1941 года, Капитан Луккини принял под командование 84-ю Эскадрилью 4-го авиакрыла. К концу 1941-го 10-я группа была перевооружена новыми, более эффективными самолётами C.202. 2 апреля 1942 Капитан Луккини возглавлял перелёт своего соединения из 26 новых C.202 обратно в Кастельветрано, Сицилия, с аэродрома Рим-Чиампино.
В боях над Мальтой он одержал ещё две воздушные победы. 9 мая 1942, эскортируя пять CANT Z.1007bis из 210-й эскадрильи, он сбил Supermarine Spitfire. Ещё один Spitfire был сбит 15 мая, при сопровождении трёх Savoia-Marchetti SM.84 bis из 4-й группы. Однако, согласно некоторым источникам, RAF не понесла никаких потерь в этих боях. 26 мая 1942 4-е авиакрыло было отправлено обратно в Ливию для второго раунда операций в пустынях Северной Африки.
Здесь Луккини участвовал во многих воздушных боях в течение второй половины 1942, одержал не менее 14 воздушных побед лично и ещё больше - в группе. Первым сбитым стал Curtiss P-40 над Бир-Хакеймом 4 июня. Другой P-40 был сбит 17 июня над Сиди-Резег. 10 июля, Капитан Луккини вёл одиннадцать C.202 из 84-й эскадрильи на свободную охоту в районе Эль-Аламейна, где столкнулся с соединением из 15 P-40, выстроившихся в оборонительный "круг Лафбери". Бой закончился через 30 минут, когда у "Макки" закончились боеприпасы; Луккини сбил один P-40, ещё три были заявлены другими итальянскими лётчиками.
16 July 1942 Луккини и другие пилоты из 84-й, 90-й и 91-й эскадрилий столкнулись с 25 P-40 и шестью Спитфайрами над Дейр-эль-Каттарой. В составе группы, он сбил один "Кёртисс", но его самолёт был повреждён пятью пулями, одна из которых пробила топливный бак в левом крыле; несмотря на утечку паров топлива, ему удалось посадить самолёт близ местечка Эль-Кутейфия. 24 октября он сбил Curtiss P-40 и Douglas Boston, однако сам был сбит, попал в госпиталь и был отправлен в Италию. На счету у него было уже 25 побед. Он снова вернулся в 10-ю группу в июне 1943, чтобы принять участие в обороне Италии. Его подразделение базировалось на Сицилии.
5 июля 1943, Луккини поднял в воздух свой Macchi C.202 и с другими 26 пилотами 4-го авиакрыла вылетел на перехват 52 американских "Летающих Крепостей" B-17, вероятно из 99-й бомбардировочной группы, направлявшихся бомбить аэропорты вблизи Катании; их сопровождали 20 Спитфайров из 72 и 243 эскадрилий. Луккини возглавлял 10-ю группу, состоявшую из 84-й, 90-й и 91-й эскадрилий. Итальянцы атаковали бомбардировщики над аэропортом Гербини, атаковали их спереди, не ввязываясь в бой со Спитфайрами. В небе над Катанией, Луккини, по словам других пилотов, сбил Спитфайр и в группе повредил три "Крепости", однако сам был сбит оборонительным огнём с бомбардировщиков; его самолёт спикировал в землю восточнее Катании, по некоторым данным Луккини успел выпрыгнуть с парашютом, но высота была недостаточной для его раскрытия. На момент смерти на счету Луккини было 22 воздушные победы и ещё 52 в группе, что делало его одним из лучших асов Итальянских ВВС. Он совершил 294 (по другим данным 262) боевых вылета, участвовал в 70 воздушных боях. Соотечественники сравнивали его с Франческо Бараккой, итальянским асом времён Первой Мировой войны.
Regia Aeronautica неохотно признавала индивидуальные воздушные победы с 1940 до самого 1942, предпочитая считать их как "коллективные". Это сильно осложняет точный подсчёт побед Луккини.

## Награды
- Золотая медаль «За воинскую доблесть» (посмертно);
- Серебряная медаль «За воинскую доблесть» (5 раз);
- Бронзовая медаль «За воинскую доблесть» (1 раз);
- Крест «За воинскую доблесть» (3 раза);
- Кавалер Железного креста 2-го класса.